# Lista konsol gier wideo
Lista konsol gier wideo z podziałem na generacje, w których się pojawiały. Urządzenia sprzedawane jako komputery lub takie, w których nie można uruchomić niczego poza wbudowanymi grami nie są tutaj wymienione. Nazwy niektórych er biorą się od typu dominujących konsol w danej generacji.

## Pierwsze domowe gry wideo/pierwsza generacja (1972-1976)
| Nazwa                 | Rok           | Producent          | Sprzedanych jednostek |
| --------------------- | ------------- | ------------------ | --------------------- |
| Magnavox Odyssey      | wrzesień 1972 | Magnavox           | 350 000               |
| Atari PONG            | 1975          | Atari              |                       |
| PC-50X                | 1975          | General Instrument |                       |
| Tele-Spiel            | 1975          | Philips            |                       |
| Video 2000            | 1975          | Interton           |                       |
| Philips Odyssey       | 1976          | Philips            |                       |
| Coleco Telstar Arcade | 1977          | Coleco             |                       |
| Color-TV Game         | 1977          | Nintendo           | 3 miliony             |
| TVG-10                | 1979          | Elwro/Ameprod      |                       |

## Okres przed zapaścią w 1983/druga generacja (1976-1983)
| Nazwa                       | Rok  | Producent                                             | Sprzedanych jednostek |
| --------------------------- | ---- | ----------------------------------------------------- | --------------------- |
| Fairchild Channel F         | 1976 | Fairchild Semiconductor                               |                       |
| APF-MP1000                  | 1978 | APF Electronics Inc                                   |                       |
| RCA Studio II               | 1977 | RCA                                                   |                       |
| Atari 2600                  | 1977 | Atari                                                 | 30 milionów           |
| Bally Astrocade             | 1977 | Midway                                                |                       |
| VC 4000                     | 1978 | Interton                                              |                       |
| Magnavox Odyssey²           | 1978 | Magnavox / Philips                                    | 2 miliony             |
| APF Imagination Machine     | 1979 | APF Electronics Inc                                   |                       |
| Intellivision               | 1980 | Mattel                                                | 3 miliony             |
| PlayCable                   | 1981 | Mattel                                                |                       |
| Bandai Super Vision 8000    | 1979 | Bandai                                                |                       |
| VTech CreatiVision          | 1981 | VTech                                                 |                       |
| Epoch Cassette Vision       | 1981 | Epoch                                                 |                       |
| Arcadia 2001/Leisure Vision | 1982 | Emerson Radio                                         |                       |
| Atari 5200                  | 1982 | Atari                                                 | 1 milion              |
| ColecoVision                | 1982 | Coleco                                                | 2 miliony             |
| Entex Adventure Vision      | 1982 | Entex                                                 |                       |
| Vectrex                     | 1982 | General Consumer Electronics / Milton Bradley Company |                       |
| Compact Vision TV-Boy       | 1983 | Gakken                                                |                       |
| Pyuuta Jr.                  | 1983 | Matsushita                                            |                       |

## Era 8-bitowców po zapaści z 1983/trzecia generacja (1983-1989)
| Nazwa                       | Rok  | Producent          | Sprzedanych jednostek |
| --------------------------- | ---- | ------------------ | --------------------- |
| RDI Halcyon                 | 1985 | RDI Video Systems  |                       |
| PV-1000                     | 1983 | Casio              |                       |
| Commodore 64 Games System   | 1990 | Commodore          |                       |
| Amstrad GX4000              | 1990 | Amstrad            | 15 000                |
| Atari 7800                  | 1984 | Atari              |                       |
| Atari XEGS                  | 1987 | Atari              |                       |
| Sega SG-1000                | 1983 | Sega               |                       |
| Sega Master System          | 1985 | Sega, Tec Toy      | 10–13 milionów        |
| NES / Famicom               | 1983 | Nintendo           | 61,91 miliona         |
| Family Computer Disk System | 1986 | Nintendo           |                       |
| My Vision                   | 1983 | Nichibutsu         |                       |
| Super Cassette Vision       | 1984 | Epoch              |                       |
| Zemmix                      | 1985 | Daewoo Electronics |                       |
| BBC Bridge Companion        | 1985 | BBC / Heber        |                       |
| VideoSmarts                 | 1986 | VTech              |                       |
| Action Max                  | 1987 | Worlds of Wonder   |                       |
| Video Challenger            | 1987 | Tomy / Bandai      |                       |
| LJN Video Art               | 1987 | LJN                |                       |

## Era 16-bitowców/czwarta generacja (1989-1994)
| Nazwa                     | Rok       | Producent                    | Sprzedanych jednostek |
| ------------------------- | --------- | ---------------------------- | --------------------- |
| Sega Genesis / Mega Drive | 1988      | Sega                         | 29,54 miliona         |
| Sega CD / Mega CD         | 1992      | Sega                         | 2,24 miliona          |
| Sega 32X                  | 1994      | Sega                         | 665 000               |
| PC Engine / TurboGrafx-16 | 1987      | NEC                          | 10 milionów           |
| PC Engine2 / SuperGrafx   | 1989      | NEC                          |                       |
| Interactive Vision        | 1988      | View-Master Ideal Group Inc. |                       |
| VTech Socrates            | 1988      | VTech                        |                       |
| Terebikko                 | 1988      | Bandai                       |                       |
| Konix Multisystem         | anulowano | Konix                        | -                     |
| Neo-Geo                   | 1990      | SNK                          |                       |
| Sega Pico                 | 1994      | Sega/ Majesco Entertainment  | 3,4 miliona           |
| Neo Geo CD                | 1994      | SNK                          |                       |
| Commodore CDTV            | 1991      | Commodore                    |                       |
| Memorex VIS               | 1992      | Memorex                      |                       |
| SNES / Super Famicom      | 1990      | Nintendo                     | 49,1 miliona          |
| SNES-CD                   | anulowano | Nintendo                     | –                     |
| Satellaview               | 1993      | Nintendo                     |                       |
| CD-i                      | 1991      | Philips                      | 1 milion              |
| TurboDuo / PC Engine Duo  | 1991      | NEC                          |                       |
| Super A'Can               | 1995      | Funtech                      |                       |
| LaserActive               | 1993      | Pioneer                      | 10 000                |

## Era 32- i 64-bitowców/piąta generacja (1994-1998)
| Nazwa                       | Rok       | Producent                   | Sprzedanych jednostek |
| --------------------------- | --------- | --------------------------- | --------------------- |
| FM Towns Marty              | 1993      | Fujitsu                     |                       |
| Apple Bandai Pippin         | 1995      | Bandai /Apple Inc.          | 42 000                |
| PC-FX                       | 1994      | NEC                         | 100 000               |
| Atari Panther               | anulowano | Atari                       | –                     |
| Atari Jaguar                | 1993      | Atari                       | poniżej 250 000       |
| Atari Jaguar CD             | 1995      | Atari                       |                       |
| PlayStation                 | 1994      | Sony                        | 104,25 miliona        |
| Net Yaroze                  | 1997      | Sony                        |                       |
| Sega Saturn                 | 1994      | Sega                        | 8,82 miliona          |
| 3DO Interactive Multiplayer | 1993      | Panasonic / Sanyo/ GoldStar | 2 miliony             |
| Amiga CD32                  | 1993      | Commodore                   | 100 000               |
| Casio Loopy                 | 1995      | Casio                       |                       |
| Playdia                     | 1994      | Bandai                      |                       |
| CPS Changer                 | 1994      | Capcom                      |                       |
| Nintendo 64                 | 1996      | Nintendo                    | 32,93 miliona         |
| Nintendo 64DD               | 1999      | Nintendo                    | 15 000                |
| Sega Neptune                | anulowano | Sega                        | –                     |

## Szósta generacja (1998-2005)
| Nazwa                         | Rok       | Producent                               | Sprzedanych jednostek |
| ----------------------------- | --------- | --------------------------------------- | --------------------- |
| Dreamcast                     | 1998      | Sega                                    | 8,2 miliona           |
| Nuon                          | 2000      | VM Labs                                 |                       |
| PlayStation 2                 | 2000      | Sony                                    | 160 milionów          |
| L600                          | anulowano | Indrema                                 | –                     |
| MoMA Eve                      | anulowano | Via                                     | –                     |
| GameCube                      | 2001      | Nintendo                                | 21,74 miliona         |
| Game Boy Player               | 2003      | Nintendo                                |                       |
| iQue Player                   | 2003      | Nintendo                                |                       |
| Panasonic M2                  | anulowano | Panasonic                               | –                     |
| Panasonic Q/Q Game Boy Player | 2001      | Nintendo/Panasonic                      |                       |
| Xbox                          | 2001      | Microsoft                               | 24,64 miliona         |
| PSX                           | 2003      | Sony                                    |                       |
| XaviX Port                    | 2004      | SSD Company                             |                       |
| DISCover                      | 2004      | Digital Interactive Systems Corporation |                       |
| Leapster TV                   | 2005      | LeapFrog                                |                       |
| V.Smile                       | 2005      | VTech                                   |                       |
| GoGo TV Video Vision          | 2005      | Manley / Toy Quest                      |                       |
| Buzztime Home Trivia System   | 2005      | NTN Buzztime/ Cadaco                    |                       |
| Sega Beena                    | 2005      | Sega                                    |                       |

## Siódma generacja (2005–2012)
| Nazwa                                 | Rok       | Producent   | Sprzedanych jednostek        |
| ------------------------------------- | --------- | ----------- | ---------------------------- |
| The Phantom                           | anulowano | Phantom     | –                            |
| Game Wave Family Entertainment System | 2005      | ZAPiT Games | 70 000 (2008)                |
| Xbox 360                              | 2005      | Microsoft   | 84 miliony                   |
| HyperScan                             | 2006      | Mattel      |                              |
| Wii                                   | 2006      | Nintendo    | 101,06 miliona (marzec 2014) |
| PlayStation 3                         | 2006      | Sony        | 80 milionów                  |

## Ósma generacja (2012–2020)
| Nazwa           | Rok  | Producent | Sprzedanych jednostek      |
| --------------- | ---- | --------- | -------------------------- |
| Wii U           | 2012 | Nintendo  | 13,56 mln (grudzień 2021)  |
| PlayStation 4   | 2013 | Sony      | 108,9 mln (luty 2020)      |
| Ouya            | 2013 | Ouya inc. | 58 tys. (2013)             |
| Xbox One        | 2013 | Microsoft | 41 mln (marzec 2020)       |
| Nintendo Switch | 2017 | Nintendo  | 103,54 mln (grudzień 2021) |

## Dziewiąta generacja (od 2020)
W 2020 ukazały się dwie konsole będące następcami Xbox One i PlayStation 4. Są to odpowiednio: Xbox Series X/S oraz PlayStation 5.
| Nazwa             | Rok  | Producent |  |
| ----------------- | ---- | --------- |  |
| PlayStation 5     | 2020 | Sony      |  |
| Xbox Series X/S   | 2020 | Microsoft |  |
| Nintendo Switch 2 | 2025 | Nintendo  |  |